# Calvert Island, British Columbia
Calvert Island är en ö i Kanada.   Den ligger i Central Coast Regional District och provinsen British Columbia, i den sydvästra delen av landet, 3 800 km väster om huvudstaden Ottawa. Arean är 328 kvadratkilometer.
Terrängen på Calvert Island är kuperad. Öns högsta punkt är 1 001 meter över havet. Den sträcker sig 30,2 kilometer i nord-sydlig riktning, och 19,5 kilometer i öst-västlig riktning.
I omgivningarna runt Calvert Island växer i huvudsak barrskog. Trakten runt Calvert Island är nära nog obefolkad, med mindre än två invånare per kvadratkilometer.